# 船員保険
船員保険（せんいんほけん）とは、船員法第1条に規定する船員として船舶所有者に使用される者を対象（被用者保険）としている公的医療保険制度である。船員保険法等を根拠とする。
現行制度は、被用者医療保険相当部分（職務外疾病部門）と、船員労働の特性に応じた独自・上乗せ給付を行う部分の2階建て的なものになっている。
- 船員保険法について以下では条数のみ記す。

| 公費負担医療給付                      | 公費負担医療給付                  | 公費負担医療給付   | 3兆1222億円（007.3%）  |
| 後期高齢者医療給付                    | 後期高齢者医療給付                | 後期高齢者医療給付 | 15兆2868億円（035.3%） |
| 医療保険等給付 19兆3653億円 （45.1%） | 被用者保険 10兆2934億円 （24.0%） | 協会けんぽ         | 5兆7040億円（013.3%）  |
| 医療保険等給付 19兆3653億円 （45.1%） | 被用者保険 10兆2934億円 （24.0%） | 健康保険組合       | 3兆5259億円（008.2%）  |
| 医療保険等給付 19兆3653億円 （45.1%） | 被用者保険 10兆2934億円 （24.0%） | 船員保険           | 184億円（000.0%）      |
| 医療保険等給付 19兆3653億円 （45.1%） | 被用者保険 10兆2934億円 （24.0%） | 共済組合           | 1兆0450億円（002.4%）  |
| 医療保険等給付 19兆3653億円 （45.1%） | 国民健康保険                      | 国民健康保険       | 8兆7628億円（020.4%）  |
| 医療保険等給付 19兆3653億円 （45.1%） | その他労災など                    | その他労災など     | 3091億円（000.7%）     |
| 患者等負担                            | 患者等負担                        | 患者等負担         | 5兆1922億円（012.2%）  |
| 総額                                  | 総額                              | 総額               | 42兆9665億円（100.0%） |

## 目的・歴史
船員保険は、船員又はその被扶養者の職務外の事由による疾病、負傷若しくは死亡又は出産に関して保険給付を行うとともに、労働者災害補償保険による保険給付と併せて船員の職務上の事由又は通勤による疾病、負傷、障害又は死亡に関して保険給付を行うこと等により、船員の生活の安定と福祉の向上に寄与することを目的とする（第1条）。 
1939年（昭和14年）の船員保険法制定により、ほぼすべての社会保険部門（年金、医療、労災、失業）を有する船員のための総合社会保険制度として発足した。背景には戦時体制への移行が始まった中で、戦時徴用された商船乗組員は軍人並みの危険を伴う任務に就くことが想定されるためこれに見合う社会保障制度が求められる面があったといわれる。
その後、種々の改正やILO条約の批准等を経て、昭和40年代半ばをピークに加入者数の減少が続き制度運営は厳しさを増したことから、職務外年金部門は1986年（昭和61年）に厚生年金へ、職務上疾病・年金及び失業部門は2010年（平成22年）に一般の労災保険と雇用保険にそれぞれ統合された（職務上疾病・年金に関する給付については、労災保険制度に相当する部分を労災保険制度から給付することとし、それではカバーできない部分については、引き続き船員保険制度から給付することとされた）。この結果、現在は医療保険部門と船員保険独自の給付のみが残っている。また2013年（平成25年）の改正により、職務上の傷病であっても労災の対象とならない場合は、包括的に船員保険の対象とすることとした。
保険者は全国健康保険協会（第4条1項、以下「協会」と略す）である。かつては社会保険庁であったが、2009年（平成21年）の廃止により協会が新たな運営主体となった。協会が船員保険事業について行う事業の内容については全国健康保険協会#組織を参照。

## 船舶所有者
船員保険における「船舶所有者」とは、船舶において労務の提供を受けるために船員を使用する人のことを指す。健康保険でいう「事業主」に相当するものであり、必ずしも船舶の実際の所有者（船主）と一致するわけではない。したがって、船員保険における「船舶所有者」についての規定は、船舶共有の場合には船舶管理人に、船舶貸借の場合には船舶借入人に、船舶所有者、船舶管理人及び船舶借入人以外の者が船員を使用する場合にはその者に適用する（第3条）。

## 被保険者
船員法第1条に規定する船員（船長、海員、予備船員）として船舶所有者に使用される者（下記の船舶に乗り込む者）を被保険者（強制被保険者）とする。船員として船舶所有者に使用されるに至った日から、被保険者の資格を取得する（第11条）。新たに被保険者の資格を取得・喪失した者があるときは、当該事実があった日から10日以内に厚生労働大臣（届出の提出先は日本年金機構）に届け出なければならない（第24条、施行規則第4条）。
- 船舶法に定める日本船舶
- 日本船舶以外の船舶で、日本人若しくは日本法人が借り入れ、又は外国の港まで航海を請け負った船舶、日本政府が配乗を行っている船舶等
  - 以上の船舶のうち、5トン未満の船舶、湖、川又は港内など平水区域のみを航行する船舶、30トン未満の漁船の一部、スポーツ又はレクリエーションの用に共するヨット又はモーターボートは除く。

厚生労働大臣は、被保険者の資格の得喪の確認又は標準報酬の決定若しくは改定を行ったときは、その旨を船舶所有者に通知しなければならない（第25条）。
船舶所有者に使用されなくなったため、被保険者の資格を喪失した者であって、喪失の日の前日まで継続して2月以上被保険者であった者は、協会に申出て、継続して被保険者になることができる（疾病任意継続被保険者）。この申出は被保険者の資格を喪失した日から20日以内にしなければならない（第13条）。健康保険でいう任意継続被保険者に相当し、内容もほぼ任意継続被保険者と共通する。
船員保険の被保険者は、死亡した日、又は船員として船舶所有者に使用されなくなるに至った日の翌日（その事実があった日に更に被保険者の資格を取得するに至ったときは、その日）に被保険者資格を喪失する（第12条）。なお健康保険や国民健康保険のように75歳に達しても、被保険者（疾病任意継続被保険者を除く）の資格を喪失しない（75歳以降は、後期高齢者医療制度から保険給付し、それで給付されない部分について船員保険から給付する。つまり二重に加入することになる。例えば傷病手当金は一般的に後期高齢者医療制度では給付されないので、船員保険から給付される。）。
被扶養者の認定は、健康保険における取扱いと同様である（第2条9項）。健康保険#被扶養者も参照。

### 被保険者に係る届出
船舶所有者や被保険者資格（疾病任意継続被保険者を除く）に関する届出については、基本的に厚生年金とセットになっているため、日本年金機構（実際は各船舶所有者の所在地を管轄する年金事務所）に行わなければならない。一方、被保険者証再発行、船員保険の給付関係及び疾病任意継続被保険者に関する届出については、船舶所有者の所在地や疾病任意継続被保険者の住所地がどこであったとしても、東京にある協会の船員保険部に行わなければならない（原則郵送申請。協会の各都道府県支部では船員保険事務を取り扱っていない）。

## 保険料
- 一般保険料:疾病保険料と災害保険福祉保険料との合算。
- 疾病保険料:船員保険事業に要する費用（保険給付、後期高齢者支援金、事務費用等）に充てる保険料（4.0%~13.0%。2019年現在9.6%）
- 災害保険福祉保険料:労災保険の上乗せ給付等の費用に充てる保険料（1.0%~3.5%。2019年現在1.05%（75歳以上は0.88%、独立行政法人等に勤務する船員及び疾病任意継続被保険者は0.33%））
- 介護保険料:協会が納付すべき介護納付金に基づいて設定する保険料（2019年現在1.61%）

保険料は被保険者の標準報酬月額及び標準賞与額に保険料率を乗ずることにより計算される。強制被保険者の保険料は労使折半で負担（災害保険福祉保険料は全額事業主負担）するのが原則である（第125条1項）。ただし疾病保険料については当分の間協会が定める率を控除するとされていて、実際には事業主負担のほうが重くなっている。いっぽう、疾病任意継続被保険者は保険料の全額を負担しなければならない（第126条）。
協会が保険料率を変更しようとするときは、あらかじめ、理事長が船員保険協議会の意見を聴いた上で、運営委員会の議を経なければならず、理事長は、この意見を尊重しなければならない。またその変更について厚生労働大臣の認可を受けなければならない（第121条）。 

## 国庫の負担等
協会は、政令で定めるところにより、船員保険事業に要する費用の支出に備えるため、毎事業年度末において、準備金を積み立てなければならない（第124条）。
国庫は、所定の保険給付に要する費用の一部や、予算の範囲内において事務の執行に要する費用を負担する（第112条）。またこれらのほか、国庫は予算の範囲内において、船員保険事業の執行に要する費用（船員法に規定する災害補償に相当する保険給付に要する費用を除く）の一部を補助する（第113条）。

## 船員保険特有の給付
船員保険の保険給付は、基本的には健康保険と同内容、労災保険の上乗せ給付として行われる（第29条）。船員保険独自の給付内容としては以下のものがある。
療養の給付
健康保険における給付に加え、「自宅以外の場所における療養に必要な宿泊及び食事の支給」が行われる（第53条1項）。「自宅以外の場所における療養に必要な宿泊及び食事の支給」については、職務外の事由だけでなく、職務上又は通勤による疾病又は負傷についても給付が行われるが（第53条4項）、披扶養者に対しては行われない（第76条1項）。1947年（昭和22年）の改正法施行により追加された給付で、船中で傷病となり自宅から遠く離れた港で下船した場合に、港近くの休療所から病院等に通う際の宿泊・食事の支給を保険給付として行うものである。陸上・航空交通が飛躍的に向上した近年では、下船地から直接帰宅するケースも多く、実務上はほとんど利用されていない。
給付は保険医療機関・保険薬局のほか、船員保険の被保険者に対して診療又は調剤を行う病院若しくは診療所（船員病院や、船舶内の診療所等）又は薬局であって、協会が指定したもののうちから自己の選定するものから受けるものとし（第53条6項）、「自宅以外の場所における療養に必要な宿泊及び食事の支給」の給付は、協会の指定した施設（休療所）のうち、自己の選定するものから受けるものとする（第53条7項）。
傷病手当金
健康保険における「連続3日間の待期期間」要件が船員保険には設けられていない。したがって、労務に服することができなくなった初日から給付が行われる。また、健康保険では最長「1年6か月」となっている支給期間は「3年」となっている（第69条）。
出産手当金
健康保険における「出産の日以前42日（多胎妊娠の場合は98日）」要件は、船員保険では「出産の日以前において船員法第87条の規定により職務に服さなかった期間」となる。船員法第87条は妊娠中の女子の使用を原則禁じているので、実際には妊娠が判明した初日から給付が行われる（第74条）。
行方不明手当金
被保険者が職務上の事由により1か月以上行方不明になったとき、その被扶養者に対して、行方不明になった当時の本人の標準報酬日額相当を、行方不明になった日の翌日から3か月間支給される（第93~95条）。ただし行方不明期間中に報酬が支払われる場合においては、その報酬の額の限度において行方不明手当金を支給しない（第96条）。
休業手当金
労災保険における休業（補償）給付では支給されない最初の3日間についても標準報酬日額の全額が支給される。4日目以降も所定の計算による額が休業（補償）給付に上乗せされる（第85条）。
障害年金・一時金・障害手当金、遺族年金・一時金
労災保険における各給付に加え、所定の計算による額が上乗せされる（第87~92条、第97~102条）
下船後の療養補償
乗船中に発生した職務外の傷病について、下船日から3か月目の末日まで、自己負担なしで療養を受けることができる（第66条、船員法第89条2項）。医療機関に船舶所有者の証明を受けた療養補償証明書を提出することにより行う。
「乗船中」には、乗船前や下船から再乗船までの間（雇入契約存続中に限る）であっても船員としての職務遂行性が認められるものを含む。
付加給付
協会は、政令で定めるところにより、健康保険の各給付に併せて、保険給付としてその他の給付（付加給付）を行うことができる（第30条）。現在は「葬祭料」「家族葬祭料」の上乗せ給付（被保険者本人の死亡の場合は資格喪失当時の標準報酬月額の2か月分から葬祭料（原則5万円）の額を控除した額、被扶養者の死亡の場合は死亡当時の被保険者の標準報酬月額の2か月分の70%相当額から、家族葬祭料（5万円）の額を控除した額）を行っている（施行令第2条）。

## 不服申立て
健康保険と手続きはほぼ同じである。すなわち、被保険者の資格、標準報酬又は保険給付に関する処分に不服がある者は、各地方厚生局に置かれる社会保険審査官に対して審査請求をすることができ、社会保険審査官の決定に不服がある者は、社会保険審査会に対して再審査請求をすることができる（二審制）。保険料の賦課もしくは徴収の処分又は滞納処分に不服がある者は、社会保険審査会に対して審査請求をすることができる（一審制）。健康保険#不服申立ても参照。